# Azadistan (revista)
Azadistan (País de la Llibertat) fou el nom d'una revista persa que va donar cobertura cultural al govern revolucionari democràtic de l'Azerbaidjan persa, conegut com a govern de l'Azadistan, nom adoptat per l'Azerbaidjan el maig de 1920.
El primer número del diari va aparèixer el 5 de juny de 1920. Els revolucionaris protestaven contra el fet que el territori entorn de Bakú hagués estat anomenat Azerbaidjan i per això la província va canviar el seu nom.
El supervisor fou el poeta i escriptor Muhammad Taki Rafat (Tabriz 1890/1891-Qezel Dizaj 1920) proper del cap revolucionari Kiyabani i va treballar a la revista Tajaddod (Regeneració) que va publicar Kiyabani a Tabriz de l'abril del 1917 a l'agost del 1920. Després de la derrota i mort de Kiyabani el setembre del 1920, es va suïcidar en un llogaret prop de Tabriz quan només tenia 30 anys.
El darrer número de la revista (12 de setembre de 1920) estava en premsa quan la revolució fou ofegada en sang.